# Elizabeth Clementine Stedman
Elizabeth Clementine Stedman (ur. 10 grudnia 1810 w Nowym Jorku, zm. 19 listopada 1889 tamże) – amerykańska poetka.

## Życiorys
Elizabeth Clementine Stedman urodziła się w Nowym Jorku jako Elizabeth Clementine Dodge, córka Davida Lowa Dodge’a, założyciela Nowojorskiego Towarzystwa Pokojowego i Sary (Sarah) Cleveland, córki Aarona Clevelanda. Bratem autorki był znany abolicjonista, bojownik o prawa Indian i jeden z założycieli organizacji młodzieżowej YMCA William E. Dodge. W 1830 roku poślubiła Edmunda Burke’a Stedmana, który zmarł w 1835 po zaledwie pięciu latach wspólnego życia. W 1841 wyszła ponownie za mąż za polityka i dyplomatę Williama B. Kinneya. Syn poetki, Edmund Clarence Stedman był poetą i krytykiem literackim, wydawcą (wraz z George’em Edwardem Woodberrym) dziesięciotomowej edycji dzieł zebranych Edgara Allana Poe'a. W czasie czternastoletniego pobytu w Europie autorka była znajomą Roberta Browninga i Elizabeth Barrett Browning.

## Twórczość
Poetka napisała tragedię Bianca Capello, poemat Felicità i wiele drobniejszych utworów. Do jej znanych wierszy należy utwór The Quakeress Bride (Kwakierska narzeczona).
Tworzyła ody, na przykład Ode on Heaven (Oda do Nieba). Pisała także wiersze w formie sonetu – między innymi A Dream (Marzenie). Innym przywoływanym wierszem jest utwór To a boy (Do chłopca). Przykładem wersyfikacyjnego kunsztu poetki jest wiersz The Coliseum by Night (Koloseum Nocą), napisany strofą spenserowską. Tej samej zwrotki poetka użyła też w wierszu Hymn to the Alps (Hymn do Alp). Natomiast w wierszu The Dying Child (Umierające dziecko) autorka zastosowała strofę siedmiowersową rymowaną aabcccb, znaną choćby z najwybitniejszego prowansalskiego poematu epickiego, Mirejo Frédérica Mistrala. Tego schematu użyła również w lirykach The Blind Psalmist (Ślepy psalmista) i To the Dying Year (Do odchodzącego roku). Za to w wierszu Winter (Zima) zastosowała strofę dziewięciowersową aaabccccb.